# Kościół Najświętszej Maryi Panny i św. Floriana w Czarncy
Kościół Najświętszej Maryi Panny i św. Floriana w Czarncy – zabytkowy kościół we wsi Czarnca.
Wczesnobarokowa świątynia pw. Najświętszej Maryi Panny i Świętego Floriana wybudowany w latach 1640-1659 z fundacji  Stefana Czarnieckiego. Jednonawowy kościół zachowała swój oryginalny wygląd z czasów budowy. W świątyni znajduje się krypta grobowa rodu Czarnieckich z grobem hetmana.
W fasadzie portal wejściowy zwieńczony przerwanym (fr. entrecoupé) frontonem, nad którym znajduje się owalna tablica fundacyjna ozdobiona kartuszem z herbem fundatora Stefana, złożonym  z czterech pól zawierających herby: Łodzia – Czarnieckich, Wąż – matki Krystyny Rzeszowskiej, Pilawa – babki Katarzyny Moskorzewskiej, Radwan. Powyżej epitafium fundatora również z tymi herbami.

Herb Łodzia Czarnieckich
Herb Wąż Krystyny Rzeszowskiej

Herb Pilawa Katarzyny Moskorzewskiej
Herb Radwan